# Moscu Alkalai
Moscu Alkalai sau Moscu Alcalay (în ebraică מוסקו אלקלעי; n. 10 septembrie 1931, București, România – d. 1 aprilie 2008, Tel Aviv, Israel) a fost un actor de teatru și de film israelian, evreu născut în România. A fost laureatul Premiului Ofir al Academiei de cinema din Israel pentru întreaga sa activitate (2003) și a îndeplinit funcția de președinte al Asociației profesionale a artiștilor din Israel - EMI. S-a distins ca actor de caracter.  

## Biografie
Moscu (Moshe) Alkalai s-a născut în anul 1931 la București în familia editorilor și librarilor Alcalay, din comunitatea evreilor sefarzi. A studiat actoria la facultatea de teatru a Academiei de Arte Dramatice din București. În anul 1962 a emigrat în Israel. 
În afara  activității sale teatrale și cinematografice, Alkalai a fost activ pe tărâm obștesc, îndeplinind în anii 1987-1993 funcția de președinte al Asociației artiștilor din Israel. De asemenea, a fost membru al directoratului Academiei de arte plastice Betzalel din Ierusalim, membru al Consiliului pentru cultură și artă al Ministerului Culturii, membru al Academiei israeliene de cinematografie și televiziune, fondator al Forumului creatorilor israelieni în cinematografie, televiziune și teatru. În anul 2001 a fost cofondator al Asociației pentru promovarea culturii Israel-România.
În 2002, la Editura Eminescu, a apărut volumul Vinovat fără vină, în care sunt evocate amintiri din anii trăiți în România.
„În noaptea de 9 spre 10 septembrie 1931, pe strada Bradului din București, s-a născut «cineva».
A venit pe lume, mic, congestionat, pe jumătate vânăt din cauza cordonului ombilical încolăcit în jurul gâtului.
Moașa l-a spălat, mama a uitat de durerile facerii, tata l-a privit mulțumit că era cineva care să continue numele familiei, și numai soră-sa, care împlinise deja 3 ani, a înțeles că și-a pierdut titlul de prințesa singură la părinți. Ursitoarele reunite în ședința plenara se certau despre ce va fi noul născut. Nici nu le păsa că maică-sa îl voia doctor și tată-su și-l imagina librar și editor (ca sa continue tradiția familiei).
S-au certat ursitoarele cât s-au certat, și la urmă au hotărât: o să fie actor.
Zău că nu sunt vinovat.”—Moscu Alcalay - Vinovat fără vină, București: Editura Eminescu, 2002

## Activitatea teatrală
Moscu Alkalai și-a început cariera de actor de teatru în România între anii 1948-1962 la București, în limba română și la Iași, unde a jucat în limba idiș (pe care nu o stăpânea dinainte) la Teatrul Evreiesc de Stat care funcționa în oraș. Pe scenele bucureștene a jucat Alkalai in piese din repertoriul clasic european ca, de exemplu, în Bolnavul închipuit de Molière, Hedda Gabler de Ibsen, Cum vă place de Shakesepeare, Cyrano de Bergerac de Edmond Rostand,de asemenea în piese de Bertolt Brecht, Georges Feydeau, Arthur Miller și Cehov.  
După plecarea în Israel, în 1966, a jucat în limba ebraică, mai cu seamă pe scena teatrelor Habima și Kameri din Tel Aviv. A participat, între altele, la spectacole cu Bolnavul închipuit (Moliere) , Hedda Gabler (Ibsen),  Funeralii iernatice (Hanoch Levin), A douăsprezecea noapte de Shakespeare, Sandjer (Bun la toate) de Moti Baharav, Hotel du libre échange (Malon katan tzedadi) de Georges Feydeau și Maurice Devallières, Tigrul bălțat de Yaakov Shabtai, Apus de Isaak Babel, Mirale Efros de Yaakov Goldin, Cercul de cretă caucazian de Brecht, Salah Shabati de Ephraim Kishon, Livada cu vișini de Cehov, musicalul Cabaret de John Kandler și Fred Ebb,  Meseria de a trăi de H.Levin, Pünktchen și Anton (Pitzponet veAnton) după Erich Kästner,  Serbare de iarnă  de Yossef Bar-Yossef, Moartea unui comis voiajor de Arthur Miller, Floating Light Bulb de Woody Allen (în ebraică - Hakossém miBrooklyn -  Vrăjitorul din Brooklyn), 12 oameni furioși(în Israel Cei 12 jurați) după Reginald Rose, Strigoii de Ibsen ,Cyrano de  Rostand, Shiv'á de Shmuel Hasfari, Un dușman al poporului de Ibsen, Responsabila casei (Em habait - spectacol fringe in regia lui Hagay Ayed) , musicalul Vrăjitorul! (după Vrăjitorul din Oz) de Yaron Kafkafi și Uri Pester, Delfini de Maya Shaya.   

### Cinema și televiziune
Alkalai a jucat în mai multe filme de cinema și drame TV israeliene, în general în roluri secundare.  În anul 1967 în  filmul Ervinka (Ervinke) de Efraim Kishon, alături de Gila Almagor și Yossi Banay.  În anul 1968 în Fiul rătăcitor, iar în 1970 alături de Rivka Mikhaeli și Uri Zohar, într-un alt film de Kishon, Canalul Blaumilch, care a fost nominalizat pentru Premiul Globul de aur. În anul 1972 a jucat în filmul Solomoniko împreună cu Tuvia Tzafir și Arie Moscona, iar în 1975 în filmul lui Boaz Davidson - Serbare la Snoker, alături de Arie Elias, și în filmul lui Assi Dayan - Sărbătoare a privirii, alături de Yossi Shiloakh. În 1978 a luat parte la un nou film al lui Kishon, Vulpea în cotețul cu găini, împreună cu Shaike Ofir. Au urmat Scufundare repetată, iar în 1984 Mărturie cu forța, alături de Uri Gavriel.  În 1985 a participat împreună cu Alon Abutbul la filmul Bar 51, iar în 1986 la filmul lui Amnon Rubinstein Nadia, alături de Hanna Azulai-Sfari.
În anul 1993 Alkalai a jucat în Răzbunarea lui Ițic Finkelstein împreună cu Moshe Ivghi, și în Caut un soț în patru labe, alături de Yehuda Barkan. În 1994 a apărut în filmul Cămila zburătoare, în 1997 în Nu sunt nume pe uși, alături de Chava Alberstein, iar în 2007 în filmul Eschimoși în Galileea. În 2001 a interpretat un rol în serialul de televiziune Linia 300, în 1999 în filmul Prietenii lui Iana, pentru jocul său în rol secundar obținând Premiul Ofir. În 2001 a jucat în "Țara Sfântă"  în compania lui Albert Iluz și în 2001 în filmul TV Coada de zmeu. În 2006 a urmat un rol în Regele cerșetorilor, alături de Amos Lavi, de asemenea a luat parte la televiziune la Dosar închis, Meseria de a trăi, Vicleniile lui Scapin (de Molière), Povestiri pentru noaptea târziu, Institutul, Start-up și Campioana.    
Alkalai a jucat și în filme străine, precum Povârniș (1970), Blumfield (1971), alături de Yossi Graber, De șapte ori pe zi (1971), Moise dă legile (1975), Isus (1979) în rolul lui Matei, O femeie numită Golda (1982), La revedere, New York (1985),  Crash Delta (al lui Menahem Golan) (1986), Întâlnire cu Venus în regia lui István Szabó (1991), Mumia vie (1993), Viața lui Isus, Lanski, Expediții (1999), Tangoul lui Rashevski (2003)

## Viața privată
Alkalai a fost căsătorit vreme de 50 ani cu Rodica Alkalai, născută Pascal. Li s-au născut doi fii: Shay și Tal. 
Sora lui, Ada, a fost a doua soție a celui dintâi primar al orașului Kfar Sava și deputatul în Knesset Mordekhai Surkis.
Alkalai  a decedat în aprilie 2008 la Tel Aviv. ca urmare a unei insuficiențe respiratorii, complicație a unei boli grave și după două operații chirurgicale. 
A fost înhumat la cimitirul Kiryat Shaul din Tel Aviv.

## Legături externe

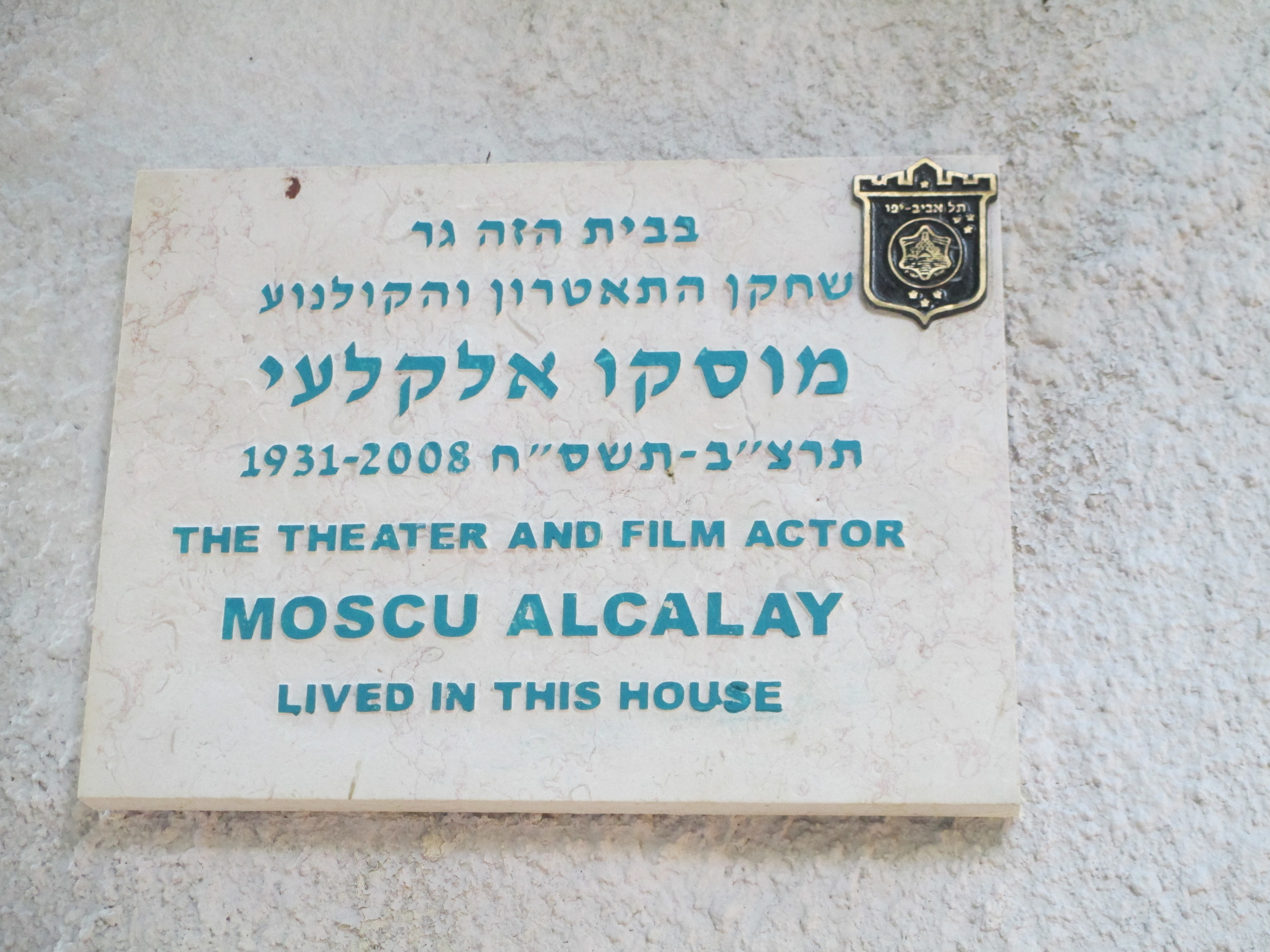
Placă memorială în amintirea lui Moscu Alcalay pe zidul casei în care a locuit la Tel Aviv, pe strada Dizengoff 23